# Мамфорд, Льюис
Лью́ис Ма́мфорд (англ. Lewis Mumford; 19 октября 1895 — 26 января 1990) — американский историк, социолог и философ

 техники. Специалист в области теории и истории архитектуры, градостроительства и урбанизма. Член Американского философского общества (1941).

## Биография
Родился во Флашинге. В 1912 году окончил Школу Стёйвесанта (англ.). Учился в Городском колледже Нью-Йоркска и Новой школе социальных исследований, но заболел туберкулёзом и так и не окончил образования. В 1918 году пошёл во флот США, где служил радистом во время Первой мировой войны. В 1919 году демобилизовался и начал работу помощником редактора во модернистском литературном журнале The Dial (англ.). Позднее работал в журнале The New Yorker, где занимался архитектурной критикой и комментировал градостроительные проблемы.
Выступал редактором нескольких изданий.

## Идеи
- Рассмотрел, как человек научился мыслить и как разучился. Как человек отдавал мышление машинам, что из этого вышло на момент публикации работ и указал вектор развития мышления человечества. (Один из самых мрачных социологов XX века)
- Рассматривал иерархические цивилизации как социотехнические системы — мегамашины, в которых люди сведены к стандартизированным и взаимозаменяемым компонентам. Отсюда техника перестает быть простым инструментом, но сама становится активным субъектом реальности, трансформирующим человека по своему образу и подобию.
- История техники делится на эотехнический, палеотехнический и неотехнический периоды. Первый период — это гармония техники и природы, характерная для средневековой эпохи. Второй период — это господство паровой машины, когда техника порабощает человека и природу. И, наконец, третий период, когда техника поворачивается лицом к человеку (расцвет бытовой техники) и к природе (использование энергии электричества)

## Награды и премии
- Премия Чино дель Дука (1976)

## Основные работы
- Техника и цивилизация (1934)
- Миф машины. Техника и развитие человечества (1967)
  - Миф машины. Техника и развитие человечества. — Перевод с английского: Т. Азаркович, Б. Скуратов (1 глава). — М., 2001.
- От бревенчатого дома до небоскреба. Пер. Б. А. Катловкера. Издательство Академии архитектуры, М., 1936.